# Société des industries mécanique et chimique
Pour les articles homonymes, voir Makina (homonymie).
La Société des industries mécanique et chimique (en turc : Makina ve Kimya Endüstrisi Kurumu) est une entreprise d’armement appartenant à l’Industrie de la défense nationale turque.
Sa fondation remonte au XVe siècle (comme fabrique de canons) et connut des réorganisations en 1832, 1908 et 1923. Elle prend son nom actuel en 1950. Les principales de ses 18 usines (pour 18 000 ouvriers) sont situées à Ankara, Çankırı et Kırıkkale.
Elle a produit pour le compte des Forces armées turques et la police une copie de Walther PP puis des mitrailleuses Rheinmetall MG3 (35 000 unités), des pistolets mitrailleurs HK MP5/MP5K/MP5SD et des fusils d’assaut HK G3 et HK 33 sous licences officielles ainsi que les MPT-76 de fabrication autochtones. Elle produit également des munitions de petit calibre, des obus et des grenades, ainsi que des mortiers et des canons.
En août 2019, MKEK comptait plus de 40 000 fusils d’assaut MPT-76 et plus de 65 000 MPT-55/55K.